# 31-й саміт G8

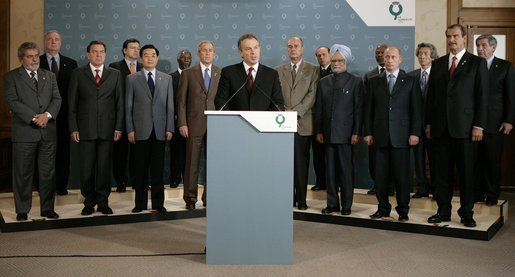

31-й саміт Великої вісімки — зустріч на вищому рівні керівників держав Великої вісімки, проходив 6—8 липня 2005 року в Единбурзі (Шотландія, Велика Британія). На саміті розглядались питання світової економіки, проблем зміни клімату, проблеми Африки, нерозповсюдження зброї і боротьба з тероризмом.

## Учасники
| Core G7 members   |                   |                      |                 |
| Учасник           | Учасник           | Представляє          | Посада          |
| Канада            | Канада            | Пол Мартін           | Прем'єр-міністр |
| Франція           | Франція           | Жак Ширак            | Президент       |
| Німеччина         | Німеччина         | Герхард Шредер       | Канцлер         |
| Італія            | Італія            | Сільвіо Берлусконі   | Прем'єр-міністр |
| Японія            | Японія            | Коїдзумі Дзюнітіро   | Прем'єр-міністр |
| Велика Британія   | Велика Британія   | Тоні Блер            | Прем'єр-міністр |
| США               | США               | Джордж Вокер Буш     | Президент       |
| Європейський Союз | Європейський Союз | Жозе Мануел Баррозу  | Президент ЄС    |
| Росія             | Росія             | Володимир Путін      | Президент       |
| Гості             |                   |                      |                 |
| Гість             | Гість             | Представляє          | Посада          |
| Бразилія          | Бразилія          | Луїз Інасіу да Сілва | Президент       |
| Ефіопія           | Ефіопія           | Мелес Зенаві         | Прем'єр-міністр |
| Індія             | Індія             | Манмоган Сінґх       | Прем'єр-міністр |
| Мексика           | Мексика           | Вісенте Фокс         | Президент       |
| КНР               | Китай             | Ху Цзіньтао          | Президент       |
| ПАР               | ПАР               | Табо Мбекі           | Президент       |

## Рішення саміту
Прийнятий план дій по боротьбі зі зміною клімату, підписано комюніке про допомогу країнам Африки: виділення додаткової допомоги в розмірі $50 мільярдів, списання боргів найбіднішим країнам, створенню нових миротворчих сил в Африці.